# Cagan-Churtej
Cagan-Churtej (ros.: Цаган-Хуртэй) – pasmo górskie w azjatyckiej części Rosji, w Buriacji i Kraju Zabajkalskim, stanowiące dział wodny między rzekami Udą i Chiłokiem. Rozciąga się na długości ok. 270 km. Najwyższy szczyt osiąga 1581 m n.p.m. Pasmo zbudowane z granitów, kwaśnych skał wulkanicznych i skał osadowych. Rzeźba ma charakter średniogórski. Zbocza porośnięte tajgą modrzewiową i lasami sosnowymi.